# Lasalle, Gard
Lasalle är en kommun i departementet Gard i regionen Occitanien i södra Frankrike. Kommunen ligger i kantonen Lasalle som tillhör arrondissementet Le Vigan. År 2022 hade Lasalle 1 166 invånare.

## Befolkningsutveckling
Antalet invånare i kommunen Lasalle
Referens:INSEE